# Mirabilis liber

Le Mirabilis liber (Mirabilis liber qui prophetias revelationesque, necnon res mirandas, preteritas, presentes et futuras, aperte demonstrat...) est un recueil populaire et anonyme, en latin et français, fait de prophéties et prédictions chrétiennes attribuées à des saints, des oracles antiques (Sibylles) ou encore des devins (Merlin).
Il parut pour la première fois en 1522 sous son nom latin qui signifie « Livre Merveilleux » ou encore « Livre des Prodiges ». En 1561, le recueil parait en français sous le titre La premiere partie du recueil des propheties et revelations, tant anciennes que modernes : Laquelle contient un sommaire des revelations de saincte Brigide, saint Cirille, & plusieurs autres saincts & religieux personnages : nouvellement reveüe & corrigée oultre les precedentes impresisons. Publication : A Paris, pour Vincent Sertenas, en la rue neuve Nostre-Dame, à l'image S. Jean l'Evangeliste, & en sa boutique au Palais, en la gallerie par ou on va à la Cnacellerie. 1561. Le livre fut traduit en français par Édouard Bricon et publié en 1831 sous le titre : Mirabilis Liber, le livre admirable, renfermant des prophéties, des révélations et une foule de choses étonnantes, passées, présentes et futures. A ne pas  confondre  avec un recueil intitulé Livre merveilleux, contenant en bref la fleur et substance de plusieurs traittez, tant des propheties & revelations, qu'anciennes croniques, faisant mention de tous les faictz de l'Eglise universelle, comme des scismes, discords & tribulations advenir en l'Eglise de Rome [Texte imprimé]... De nouveau a esté adjouté vers la fin une prophetie laquelle demontre ce qui est advenu depuis le roy François premier jusques à present & jusques à l'an 1569. Reveu & corrigé... l'an 1565 : A Paris, pour Thibault Bessault, demourant en la rue S. Jacques à l'enseigne de l'Elephant, M. D. LXV

## Composition
Il est composé de deux parties.
- La première partie, rédigée en latin (sur 2 colonnes et 68 feuillets), comprend des prophéties, prédictions ou "pronostications" qui ont pour auteur : 
  - l'évêque Bemechobus (le Pseudo-Methodius, Syrie, fin du VIIe siècle, auteur d'une Apocalypse, dite Apocalypse du pseudo-Méthode). "Ainsi Dieu délivra les fils d'Israel de l'esclavage des enfants d'Ismael. Ceux-ci renouvelleront cependant leur entreprise, ils détruiront la terre, envahiront le globe du Levant à l'Occident, du Midi au Nord, jusqu'à Rome. Leur joug pèsera avec force sur la tête des peuples. Il n'y aura pas une nation, pas un royaume qui puisse lutter contre eux, jusqu'à l'accomplissement des temps. Alors seulement ils seront vaincus par les chrétiens et l'empire romain, à son tours subjuguera les enfants d'Ismael..."
  - la Sybille de Tibur (la dixième Sibylle, Syrie, IXe siècle)
  - saint Augustin d'Hippone (en réalité Adson de Montier-en-Der, De ortu et tempore Antichristi, vers 950),
  - saint Sévère (IVe siècle) (mais le texte date du XVe siècle)
  - Johannes Lichtenberger, astrologue de Frédéric III, 1426-1503, auteur d'une Prognosticatio in latino (1488)[1], recueil de textes prophétiques utilisés dans le Mirabilis Liber. En particulier la "Prophétie du Pasteur angélique", venant probablement de saint Cyrille du mont Carmel (1224).
  - l'ermite calabrais Télesphore de Cosenza (1350-1390) ,
  - sainte Brigitte de Suède (1373). "Sous le grand aigle qui nourrira la flamme dans sa poitrine, l'Église sera ravagée et foulée aux pieds. Car le Seigneur peut, dans ses justes jugements, appeler les fiers Allemands contre son Église pour châtier sa désobéissance; et alors la barque de Pierre, assaillie par de puissants ennemis, sera ébranlée. Il faudra que Pierre épouvanté s'enfuie, pour ne pas encourir l'infamie de la servitude. C'est alors aussi que l'Église d'Occident verra sa puissance des Francs s'allier à celle de la Germanie. Les Allemands unis aux Francs désoleront l’Église, et le neuve du Rhin et la mer occidentale verront des choses inouïes..."
  - Hildegarde de Bingen (1098-1179)
  - la Sybille de Crête
  - l'ermite Raynard Lolhardus (repris de Lichtenberger)
  - l'abbé Joachim de Fiore (1130-1202) (en réalité Johannes Lichtenberger, 1488)
  - Catherine de Sienne (1380),
  - Joannes de Vatiguerro (fin du XIVe siècle)
  - saint Vincent (saint Vincent Ferrer ? Vincent d'Aquila ?). Prophétie de 1503 environ, s'appuyant sur saint Thomas d'Aquin),
  - saint Catald de Taranto (mais le texte date du XVIe siècle)
  - Savonarole (Compendium revelationum, 1495)
  - Jean de Roquetaillade (Johannes de Rupescissa, Liber perfectum secretorum eventuum, 1365). « Éclairé d’En-haut, il transformera presque le monde entier par sa sainteté et ramènera tout le monde à la vraie foi ; partout régneront la crainte de Dieu, la vertu et les bonnes mœurs…. Il ramènera au berger (au bercail) toutes les brebis égarées et il n’y aura plus sur terre qu’une seule foi, qu’une loi, qu’un baptême, qu’une même vie. »

- La seconde partie, rédigée en français, est encore plus controversée. Elle comporte 20 feuillets, sous forme d'anthologie datant de la fin du XIIIe siècle. L'origine de certains textes est attribuée à Merlin. 
  - Merlin (Prophéties de Merlin, fin du XIIIe siècle).
  - une prophétie de l'an 600
  - la célèbre prophétie attribuée à saint Césaire d'Arles (en 540, éd. 1525), considérée comme annonçant la Révolution française[2]. . "17. Revenu de l'hérésie à la foi catholique, le chef béarnais fait éclater la splendeur triomphante de la vérité. 18. Frappé d'un coup de poignard, le père dévoué du peuple meurt, je le vois. 19. Comme éclate partout un soleil brillant, ainsi, sous un puissant monarque, la Gaule domine le monde entier et ses frontières se dilatent. Ensuite, en Provence, peste homicide. 20. L'esprit public et les mœurs sont subtilement envahis par un poison rapide et prompt. Un aspic cruel, caché sous les fleurs de la littérature, ronge les saints autels souillés et le très antique trône. 21. Aux meurtrières clameurs d'une liberté menteuse, la maison de Dieu est attaquée. La nation française se couvre d'un éternel déshonneur par les crimes les plus atroces. La tête du plus doux des princes, de ses proches, de ses amis, roule d'en haut dans le sang. Un gouffre de sang innocent est ouvert immense. Anges de la Gaule tremblants, comblez-le avec des montagnes et des collines. Notre Sauveur si pur est détrôné par une chair immonde. O impitoyable envie de l'Enfer ! Horreur ! Exécration ! Dévastation ! 22. Du sein de la Méditerranée, sort un capitaine illustre qui relève la Croix salutaire et recueille, en ses mains guerrières, les brebis du sceptre."

La seconde partie du Mirabilis Liber, si ce n'est le livre entier, aurait servi à influencer l'élection de papes pour l'époque où il fut écrit, un peu à la manière de la prophétie des Papes attribuée à saint Malachie d'Armagh. 
Le Mirabilis Liber ne comporte aucune vignette prophétique à la différence de ses sources qui en sont truffées, comme chez Lichtenberger, probablement pour éviter que l'ouvrage ne puisse toucher le peuple.

## Contenu
D'une manière générale, le Mirabilis Liber annonce une série de catastrophes et d'invasions (dont de terribles invasions barbares) durant lesquelles s'illustre la monarchie française et le Grand Monarque de l'univers dont le nom apparaitra avec les traditions (Saint Augustin, Saint Rémi, Saint Ange, Prophéties de la Fraudais ou révélation de Marie-Julie Jahenny recueillie par l’abbé Lehausteler et reportée en livre par André de La Franquerie au début du XXe siècle, ainsi que de multiples autres révélations de "médiums" chrétiens entre le XVIIIe et le XXe siècle dont peu sont réellement attestées par l'Église...) sous celui de Henri V, Henri V de la Croix, Henric, Heimrich, Chyren, etc. (assimilé à l'enfant mâle à la verge de fer et au cavalier monté sur le cheval blanc (le premier des 4 cavaliers dans l'Apocalypse, souvent attribué à la royauté), "parti en vainqueur et pour vaincre" (Apc. 6: 2). Michel de Notre Dame, dit Nostradamus, en fait un personnage primordial dans ses prophéties (Les Centuries ou "corpus nostradamique"). Il le nomme Chyren (parfois transcrit Chiren), en anagramme d'Henry V (Cinq) qui "du seul tiltre victeur fort contenté" (Nostradamus, VI, 70).
L'ensemble du livre est arrangé et même manipulé par rapport aux textes et légendes d'origine, en témoignent J. Britnell et D. Stubbs dans leur présentation des prophéties de Bèmechobus contenues dans le Mirabilis : « [c'est une] version courte des Révélations de  Pseudo-Methodius [Bemechobus], prises au musée saint Victor, désormais conservées à la bibliothèque de l'Arsenal de Paris 391, fols 9r-10v. Il existe quelques variantes significatives, la plus intéressante étant l'addition des mots 'de Gallia' [Gaule] à la phrase 'Surget autem de Gallia christianorum gens, et preliabitur cum eis' (fol. iii, cf MS fol.) [édition Bricon : "Il surgira de la Gaule un peuple de chrétiens qui leur livrera bataille"]. Ceci fait des Français les héros de la victoire sur les fils d'Ismaël et montre la volonté du compilateur de retoucher ses textes pour les accorder au point de vue de sa propagande. » Le recueil semble avoir été composé pour appuyer la candidature de François Ier à l'Empire en 1519. 

### Le texte
- Mirabilis Liber, 1re éd. 1522.
- Mirabilis Liber, le livre admirable, renfermant des prophéties, des révélations et une foule de choses étonnantes, passées, présentes et futures, trad. Édouard Bricon, 1831. "Prophéties de : Bémechobus, évêque et martyr, Aurélien Augustin, évêque d'Hippone, Archevêque Sévère, Guillaume Baugé, Sainte Brigide de Suède, Ermite Reynard, Père Cyrille, Abbé Joachim, Ptolomée, Aristote, Saint Malachie, Sainte Catherine de Sienne, Bienheureux Vincent de Viterbe, Saint Thomas d'Aquin, Jérôme de Ferrare (Savonarole), Jérôme Benivenius, Jean de la Roche-Fendue (Jean de Roquetaillade". Extraits en ligne .

### Les études
- Jennifer Britnell et Derek Stubbs, « The Mirabilis Liber: its Compilation and Influence», Journal of the Warburg and Courtauld Institutes, Volume LXV, 1986, pp. 126-149.
- Jacques Halbronn, Le texte prophétique en France, Thèse d'État, Université Paris X Nanterre, 1999
- Jacques Halbronn  "De l'agencement des recueils prophétiques. De la Pronosticatio de Lichtenberger au Mirabilis Liber parisien",   Revue Française d'Histoire du Livre,  n° 134  2013
- Peter Lemesurier, The Unkown Nostradamus, O Books, 2003, 352 p.